# Campeonato Europeo de Taekwondo de 1998
El XII Campeonato Europeo de Taekwondo se realizó en Eindhoven (Países Bajos) entre el 23 y el 25 de octubre de 1998 bajo la organización de la Unión Europea de Taekwondo (ETU) y la Federación Neerlandesa de Taekwondo.

## Medallistas

### Masculino
| Evento | Oro                          | Plata                          | Bronce                                                    |
| ------ | ---------------------------- | ------------------------------ | --------------------------------------------------------- |
| –54 kg | Mert Tuncer Turquía          | Christophe Civiletti Francia   | Andrea Di Girolamo · Italia · Juan Antonio Ramos · España |
| –58 kg | Sedat Bekdemir Turquía       | Gabriel Esparza Pérez · España | Andrei Prtiukov · Rusia · Alexander Seethaler · Alemania  |
| –62 kg | Stefan Santos · Suecia       | Iván Ron · España              | Shirwan Hasan Dinamarca David Thompson Reino Unido        |
| –67 kg | Jesper Røsen Dinamarca       | Özgür Güneş · Alemania         | Ioanis Yeoryos · Grecia · Bahri Tanrıkulu · Turquía       |
| –72 kg | Zoran Krajčinović Yugoslavia | Ertan Baştuğ Turquía           | Loik Laloum Israel Giorgos Mikellis Chipre                |
| –78 kg | José Jesús Márquez · España  | Fagan Umudov Azerbaiyán        | Bekir Aydın Turquía Dragoslav Zarič Eslovenia             |
| –84 kg | Zoran Prerad · Bélgica       | Yasin Yağız Turquía            | Mickaël Borot · Francia · Mijalis Tolios · Grecia         |
| +84 kg | Pascal Gentil Francia        | Ken Holter · Noruega           | Paweł Nowak · Polonia · Marcus Thoren · Suecia            |

### Femenino
| Evento | Oro                             | Plata                        | Bronce                                                         |
| ------ | ------------------------------- | ---------------------------- | -------------------------------------------------------------- |
| –47 kg | Brigitte Yagüe · España         | Eszter Horvölgyi · Hungría   | Yuliya Demchenkova · Rusia · Louise Gill · Reino Unido         |
| –51 kg | Hanne Poulsen Dinamarca         | Döndü Güvenç Turquía         | Sabina Gaspar · España · Eva Politeo · Croacia                 |
| –55 kg | Yekaterina Nazarova · Rusia     | Christiana Bach · Suiza      | Pamela Agostinelli · Italia · Serap Öztürk · Turquía           |
| –59 kg | Virginia Lourens · Países Bajos | Olga Michaleva · Rusia       | Elia Madar · Israel · Agnieszka Skaradzińska · Polonia         |
| –63 kg | Karin Schwartz Dinamarca        | Luisa Arnanz · España        | Yuliya Sujavitskaya · Bielorrusia · Yekaterina Noskova · Rusia |
| –67 kg | Elena Benítez · España          | Leslie-Ellen Lanz · Alemania | Audrey Maurice · Francia · Alesia Cherniavskaya · Bielorrusia  |
| –72 kg | Natalia Ivanova · Rusia         | Ekaterina Bassi · Grecia     | Iva Gavez · Croacia · Justyna Talan · Polonia                  |
| +72 kg | Nataša Vezmar · Croacia         | Mariya Koniajina · Rusia     | Bettina Hipf · Alemania · Laurence Rase · Bélgica              |

## Medallero
| Núm. | País         | Oro | Plata | Bronce | Total |
| ---- | ------------ | --- | ----- | ------ | ----- |
| 1    | España       | 3   | 3     | 2      | 8     |
| 2    | Dinamarca    | 3   | 0     | 1      | 4     |
| 3    | Turquía      | 2   | 3     | 3      | 8     |
| 4    | Rusia        | 2   | 2     | 3      | 7     |
| 5    | Francia      | 1   | 1     | 2      | 4     |
| 6    | Croacia      | 1   | 0     | 2      | 3     |
| 7    | Bélgica      | 1   | 0     | 1      | 2     |
| 7    | Suecia       | 1   | 0     | 1      | 2     |
| 9    | Países Bajos | 1   | 0     | 0      | 1     |
| 9    | Yugoslavia   | 1   | 0     | 0      | 1     |
| 11   | Alemania     | 0   | 2     | 2      | 4     |
| 12   | Grecia       | 0   | 1     | 2      | 3     |
| 13   | Azerbaiyán   | 0   | 1     | 0      | 1     |
| 13   | Hungría      | 0   | 1     | 0      | 1     |
| 13   | Noruega      | 0   | 1     | 0      | 1     |
| 13   | Suiza        | 0   | 1     | 0      | 1     |
| 17   | Polonia      | 0   | 0     | 3      | 3     |
| 18   | Bielorrusia  | 0   | 0     | 2      | 2     |
| 18   | Italia       | 0   | 0     | 2      | 2     |
| 18   | Israel       | 0   | 0     | 2      | 2     |
| 18   | Reino Unido  | 0   | 0     | 2      | 2     |
| 22   | Chipre       | 0   | 0     | 1      | 1     |
| 22   | Eslovenia    | 0   | 0     | 1      | 1     |
|      | TOTAL        | 16  | 16    | 32     | 64    |